# Attagenus pictus
Attagenus pictus là một loài bọ cánh cứng trong họ Dermestidae. Loài này được Ballion miêu tả khoa học năm 1871.